# Lisa Gründing
Lisa Gründing est une ancienne joueuse allemande de volley-ball née le 2 décembre 1991 à Burgwedel. Elle mesure 1,86 m et jouait au poste de centrale. Elle a mis un terme à sa carrière de volleyeuse professionnelle en mai 2020.

## Clubs
| Club                   | De        | À         |
| ---------------------- | --------- | --------- |
| TSV Burgdorf           | 2004-2005 | 2005-2006 |
| USC Braunschweig       | 2006-2007 | 2007-2008 |
| SC Langenhagen         | 2008-2009 | 2010-2011 |
| SC Potsdam             | 2011-2012 | 2017-2018 |
| Ladies in Black Aachen | 2018-2019 | 2018-2019 |
| SC Potsdam             | 2019-2020 | 2019-2020 |